# Stauromedusae

Stauromedusae são medusas sésseis. Elas são uma ordem de Cnidários do subfilo Medusozoa, atualmente considerada monotípica dentro da classe Staurozoa. São organismos bentônicos e que, ao contrário da maioria dos outros Medusozoa, são desprovidas de alternância de gerações, sendo consideradas medusas que vivem acopladas a um substrato. Elas se alimentam de pequenos organismos bentônicos e planctônicos. A Ordem tem cerca de 50 espécies distribuídas em águas rasas, geralmente frias, ao redor do mundo.

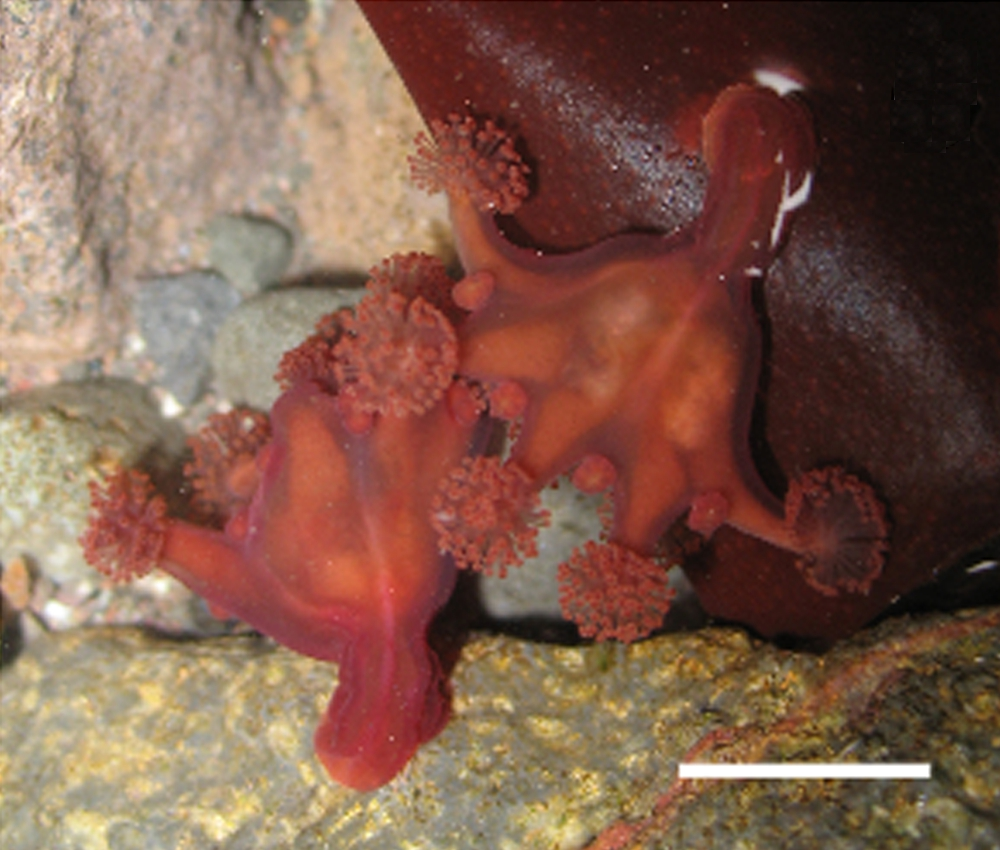
Haliclystus antarcticus, uma espécie de Stauromedusae da Antártida.

## Estrutura Geral

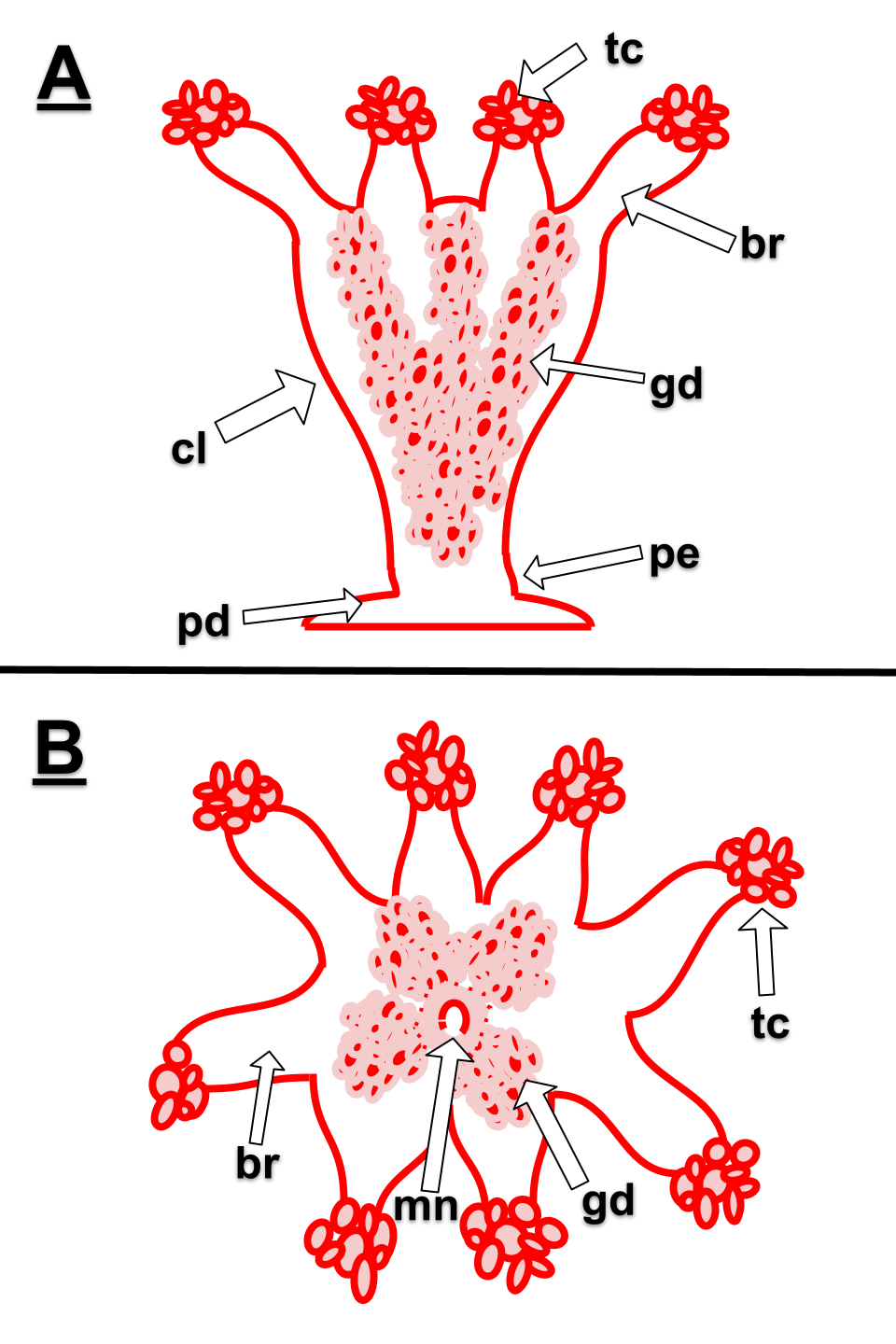
Esquema da morfologia de um Staurozoa. Legenda: tc - tentáculo; br - braço; gd - gônadas; cl- cálice; pe - pedúnculo; pd - pedicelo; mn - manúbrio.

O plano estrutural em Stauromedusae obedece à simetria birradial, cujos eixos estão distribuídos radialmente ao longo da abertura da boca. O corpo é dividido em um cálice, com tentáculos orientados para cima e um pedúnculo acoplado ao substrato.
No centro do umbrela está o manúbrio, onde localiza-se a abertura da boca, rodeada por 4 lóbulos, subdivididos em 8 braços com tentáculos capitulados aglomerados em suas pontas. Há oito ropalioides entre os braços que são utilizados no deslocamento. Essas estruturas funcionam como âncoras, fixando-se temporariamente ao substrato e permitindo que esses animais se arrastem, aos poucos, até regiões próximas.

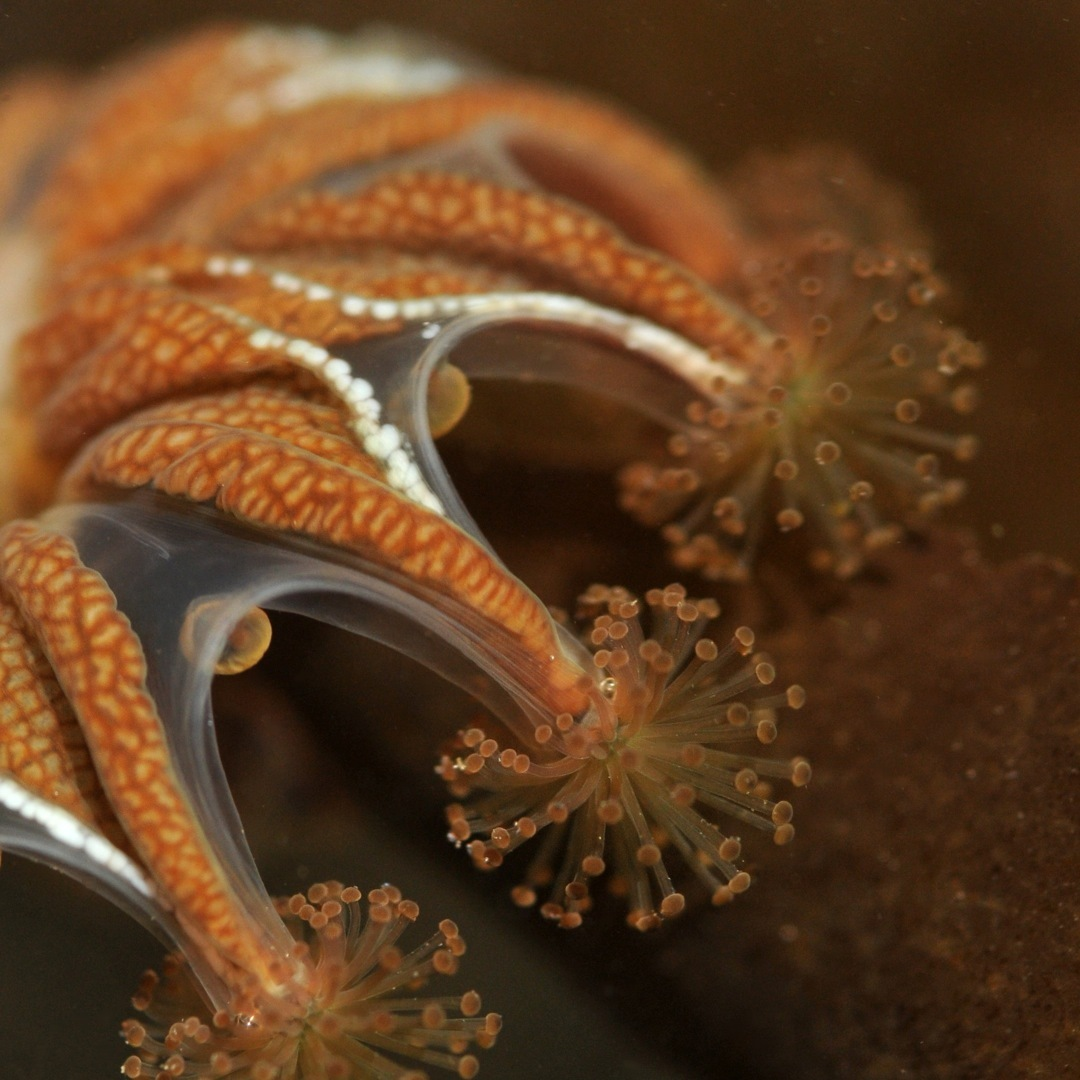
Foto com algumas estruturas de um Staurozoa. Vemos quatro braços, com aglomerados de tentáculos em suas pontas, assim como dois ropalioides visíveis entres eles.

A abertura oral leva a uma vasta camada gastrovascular, dividida por septos incompletos que carregam filamentos gástricos armados com cnidócitos. Em alguns representantes, a cavidade gastrovascular está subdividida em quatro bolsas por um tecido denominado claustrum. Na borda dos septos há a presença de músculos longitudinais, que podem ou não se estender até o pedicelo. Ao longo dos septos, há também a presença de uma grande quantidade de gônadas.

## Ciclo de Vida
O desenvolvimento dos Stauromedusae é pouco conhecido, sendo documentado para apenas algumas espécies. De maneira geral, o ciclo de vida dos estaurozoários é dioico e a reprodução consiste na liberação de gametas na água, onde a fecundação ocorre. Após a fecundação, o zigoto assenta no substrato onde se transformará em uma plânula sem cílios, reptante, com um número constante de células, esse tipo de plânula é considerado uma das sinapomorfias da classe. Em seguida a plânula entra na fase de “micro-hídrula”, que pode tanto continuar o processo de desenvolvimento em pólipo, ou se reproduzir assexuadamente, através da criação de frústulas que podem se desenvolver em outros pólipo. Com o pólipo formado, ocorre o desenvolvimento e maturação das gônadas junto ao crescimento e a transformação da região apical em medusa que, como característico do grupo, continuará presa ao substrato pelo pedúnculo que conserva algumas características de pólipo.

## Distribuição geográfica
Os Stauromedusae são considerados um grupo cosmopolita. Entretanto, aproximadamente 80% das espécies ocorrem no hemisfério norte, sendo apenas 10 registradas no hemisfério sul. De maneira geral, os organismos desse grupo tendem a habitar águas rasas e frias, sendo geralmente encontrados em regiões de alta latitude como as polares e temperadas, o que pode ser interpretado como uma distribuição majoritariamente anti-tropical. Essa diferença na distribuição da diversidade de estaurozoários pode, entretanto, ser fruto de vieses devido à quantidade e frequência das coletas, já que em países de regiões temperadas a pesquisa desse grupo é mais abundante que no restante do mundo.

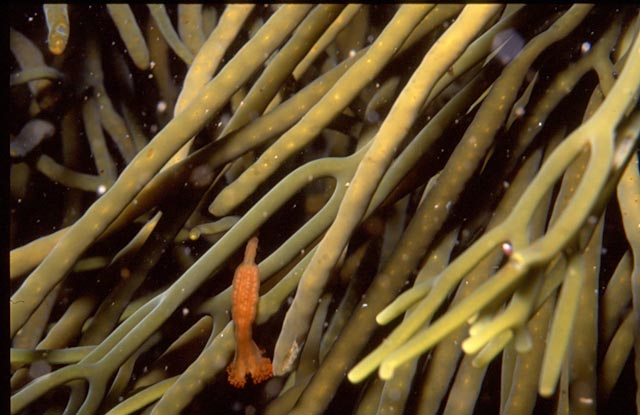
Fotografia de uma Depastromorpha africana, tirada em Baía Falsa (Cidade do Cabo).

## Sistemática e Taxonomia
Os Stauromedusae eram considerados uma ordem dentro da classe dos Scyphozoa até meados de 2004, quando pesquisadores propuseram a criação de uma nova classe de Medusozoa, chamada Staurozoa, a qual inicialmente compreendia as ordens extante Stauromedusae e extinta Conulatae. Dois anos depois, o mesmo grupo de pesquisadores em colaboração com paleontólogos realizou uma análise filogenética mais precisa do grupo, o que culminou com a retirada de Conulatae da classe Staurozoa, deixando apenas Stauromedusae dentro desta.
Análises recentes utilizando dados morfológicos e moleculares refutaram grupos antigos que eram baseados apenas em características morfológicas, e hoje são propostas duas novas subordens: Amyostaurida e Myostaurida. Essas subordens podem ser diferenciadas morfologicamente, por exemplo, pela ausência (em Amyostaurida) ou presença (em Myostaurida) de musculatura longitudinal interradial no pedúnculo.